# Ingvar Kamprad
Feodor Ingvar Kamprad (Pjätteryd, 30 marzo 1926 – Liatorp, 27 gennaio 2018) è stato un imprenditore svedese, fondatore, nel 1943, di IKEA.
Secondo la rivista Forbes è stato uno degli uomini più ricchi del mondo: nel 2007 ha raggiunto la massima posizione, posizionandosi al quarto posto degli uomini più ricchi del mondo, possedendo un patrimonio di 33 miliardi di USD.

## Biografia
Ingvar Kamprad nacque il 30 marzo 1926 a Pjätteryd, antico villaggio rurale adesso parte del comune di Älmhult, nella provincia dello Småland, in Svezia.
I suoi genitori,  Feodor Kamprad (1893–1984) e Berta Nilsson (1903–1956), venivano da estrazioni sociali diverse. Il padre di Feodor, Erdmann Achim Kamprad, nato nel 1865 e morto nel 1897, era nato in Germania, da Sidonie Von Bährenstein e Zacharias August Kamprad, morto nel 1890, ricco possidente terriero del Circondario dell'Altenburger Land, ed
aveva acquistato la tenuta di famiglia, di circa 450 ettari, da una rivista di caccia, ed in seguito emigrò con la moglie Franziska, detta Fanny, in Svezia nel 1896 con lui e suo fratello Erlich. Qui, sei mesi dopo la morte del padre, nacque la sorella minore Erika Erna. La madre era invece figlia di Carl Bernhard "CB" Nilsson, gestore di un emporio ad Älmhult, ed Ellen Anna Theresia Jonsson, che possedevano anch'essi una tenuta in campagna, che il padre donò a Berta come regalo di nozze. Era inoltre lontano parente del Feldmaresciallo e Presidente del Reich Paul von Hindenburg.
Iniziò a costruire il suo business fin da ragazzo, vendendo fiammiferi ai vicini di casa, con la sua bicicletta. Successivamente scoprì che poteva acquistare i fiammiferi ad un prezzo molto basso presso un fornitore di Stoccolma, in modo da poter trarre maggior profitto nella vendita e abbassando leggermente i prezzi. Dai fiammiferi, si espanse vendendo pesce, decorazioni per alberi di Natale, semenze da giardino e successivamente penne a sfera e matite.
Quando compì 17 anni suo padre gli donò dei soldi per premiarlo dei buoni risultati che aveva ottenuto attraverso lo studio. Kamprad li usò per costruire uno stabilimento, che chiamò IKEA. L'acronimo IKEA è composto dalle iniziali del suo nome (Ingvar Kamprad) o IK più Elmtaryd, la fattoria di famiglia dove è cresciuto, e Agunnaryd, un piccolo villaggio nella provincia di Småland.

Il marchio di Ikea

Ha ammesso che la sua discalculia ha giocato un ruolo importante nella creazione e nella crescita della sua compagnia. Per esempio i nomi in svedese dei mobili IKEA li ha scelti perché aveva difficoltà nel ricordare i numeri.
Fin dal 1976 Kamprad ha vissuto in Svizzera a Epalinges. Come ha dichiarato in un'intervista per la televisione svizzera di lingua francese TSR, Kamprad guida una Volvo 240 GL del 1993, vola in classe economica e incoraggia i dipendenti IKEA a scrivere sempre su tutti e due i lati di un foglio.
Kamprad ha anche ammesso il suo alcolismo, ma ha dichiarato che tale condizione era sotto controllo. Il 17 settembre 2012 Ingvar Kamprad lascia la guida della multinazionale dei mobili in favore dei suoi tre figli: Peter, Jonas e Mathias.
Ingvar Kamprad muore il 27 gennaio 2018 nella sua casa di Liatorp, località del comune natio di Älmhult, contea di Kronoberg, Svezia, all'età di 91 anni.

## Vita privata
Kamprad e la sua prima moglie Kerstin Wadling adottarono una figlia, Annika. Nel 1960, Kamprad sposò la seconda moglie, Margaretha Kamprad-Stennert (1940-2011), che incontrò quando aveva vent'anni. Ebbero tre figli: Peter, Jonas e Mathias. 
Ha vissuto a Épalinges, in Svizzera, dal 1976 al 2014. Kamprad è tornato nello Småland in Svezia nel marzo 2014 dopo quasi quarant'anni.

## Polemiche
Dopo la morte dell'attivista fascista Per Engdahl nel 1994, vengono rese pubbliche delle sue lettere personali nelle quali si rivela che nel 1942 Kamprad entrò a fare parte del gruppo filo-nazista Nuovo Movimento Svedese (svedese: Nysvenska Rörelsen) di Engdahl, e che contribuì al reclutamento di nuovi membri, fino verso la fine del settembre 1945, quando uscì dal gruppo, rimanendo comunque amico di Engdahl fino all'inizio degli anni '50.
Dopo quella rivelazione pubblica, Kamprad ha dichiarato di provare rammarico per quella parte della sua vita, definendola il suo errore più grande, e scrivendo una lettera di scuse rivolta a tutti i suoi impiegati ebrei. Al gruppo appartenevano Engdahl e Sven Olov Lindholm, leader del movimento filonazista svedese.
L'IKEA è uno dei pochi rivenditori a possedere un deposito all'interno dello stato di Israele: questo riflette un possibile tentativo di eliminare tale polemica.

## Ricchezza personale
Secondo il settimanale svedese Veckans Affärer, nel 2004 Kamprad è stato la persona più ricca del mondo. Tuttavia, l'IKEA ha negato questa asserzione: Kamprad non era più il proprietario dell'azienda (in una sua dichiarazione spiegava di aver dato le dimissioni perché desiderava pagare meno tasse), quindi l'IKEA non avrebbe dovuto essere inclusa nel computo delle sue proprietà.
Nel 2010, Forbes magazine aveva stimato la sua fortuna a 23 miliardi di dollari americani.
Secondo Bloomberg Billionaires Index - indice che aggiorna quotidianamente la classifica dei venti uomini più ricchi del mondo, basandosi su oscillazioni economiche e di mercato - Kamprad era regolarmente tra le prime dieci posizioni: al 2 novembre 2013 si trovava ad esempio in quinta posizione con una ricchezza personale di 51.2 miliardi di dollari statunitensi.
Secondo il provider tedesco T-Online, Kamprad prima di morire aveva raggiunto un patrimonio di 53 miliardi di dollari statunitensi.